# РМ-2
РМ-2 — советская придонно-якорная реактивно-всплывающая морская мина, предназначенная для постановки из 533-мм торпедных аппаратов подводных лодок, разработанная в 1960-х годах. Предназначена для поражения подводных лодок и надводных кораблей (судов) любого водоизмещения.

## История проектирования
Разработку мины РМ-2 осуществляло НИИ-400 (ныне ЦНИИ «Гидроприбор») с 1960 года под руководством главного конструктора А. Д. Ботова. В 1963 году данная мина была принята на вооружение ВМФ СССР для постановки из 533-мм торпедных аппаратов подводных лодок. Серийное производство мин РМ-2 велось на Машиностроительном заводе им. Куйбышева Минсудпрома СССР, город Петропавловск Казахской ССР.

## Конструкция

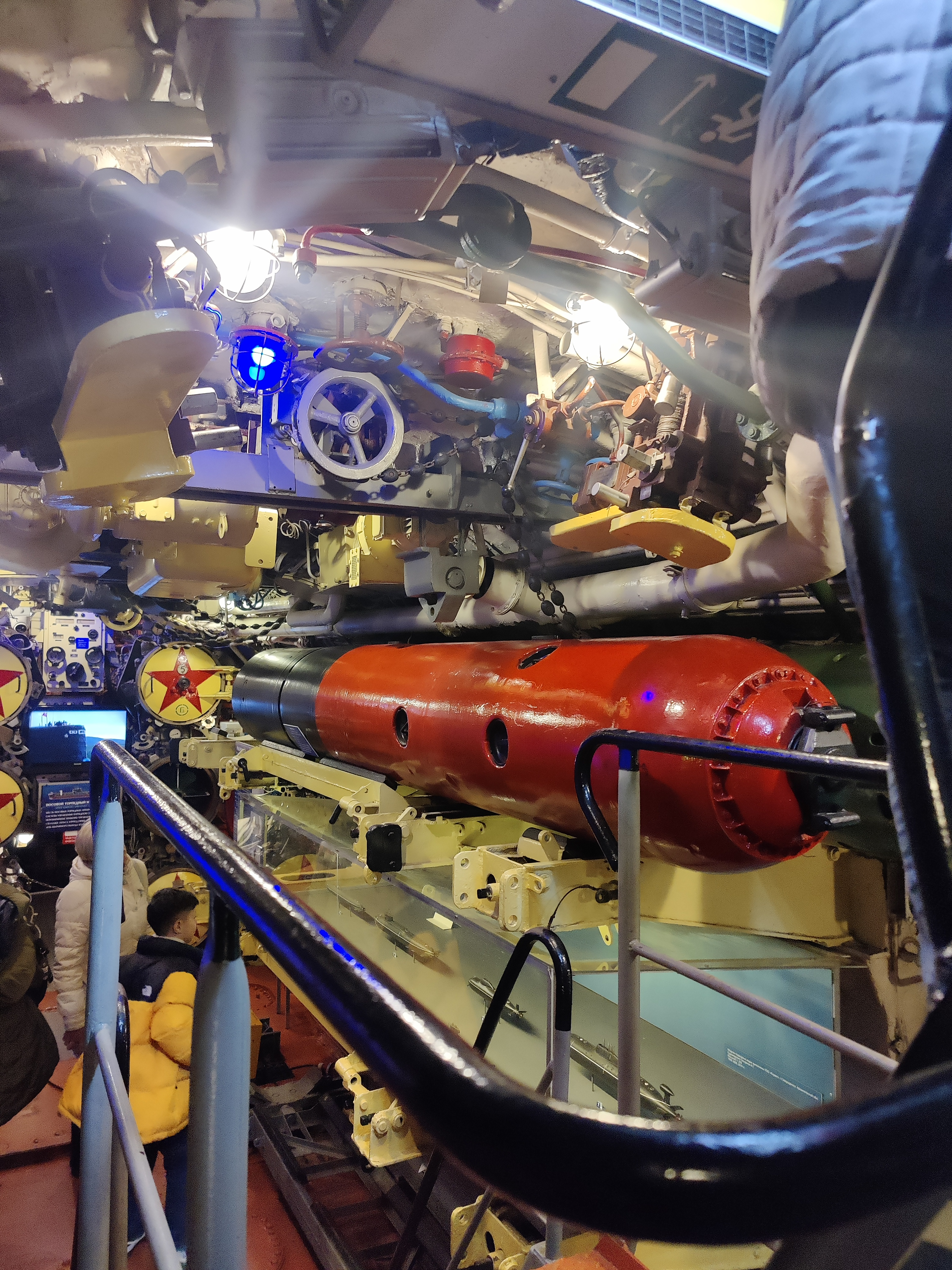
РМ-2 на торпедном стеллаже музейной подводной лодки Б-413

Реактивная мина «РМ-2» имела удлинённую цилиндрическую форму, оснащалась ракетным двигателем, зарядом взрывчатого вещества, взрывателем комбинированного действия и снаряжалась пассивной акустической системой обнаружения целей, которая реагировала на акустическое поле корабля в зоне перевёрнутого усечённого конуса с диаметром основания 20 метров и высотой 140 метров.

## Принцип действия
Мина РМ-2 ставилась из торпедного аппарата подводной лодки в придонное положение при глубине постановки до 150 метров и как якорная мина при глубине до 300 метров. При обнаружении пассивной акустической системой надводного корабля или подводной лодки, попавшей в зону действия системы, срабатывает специальное устройство, которое выдаёт команды на запуск реактивного двигателя и отделения мины от якоря. Если мина попадала в среднюю зону корабля, то происходило срабатывание гидродинамического неконтактного взрывателя, чувствительным элементом которого служил приёмник, он реагировал на величину и скорость изменения статического давления и замыкал цепь питания запала для подрыва боевой части мины. Если мина попадала в любую другую зону корабля, то её подрыв происходил при контакте с корпусом за счёт действия ударно-механического взрывателя.

## Модификации
- РМ-2 — базовая модель, на вооружении с 1963 года
- РМ-2Г — глубоководная модификация с возможностью постановки в два яруса, на вооружении с 1965 года.